# Soma de verificação

Efeito de uma típica função de checksum (comando Unix sha1sum). É sensível às alterações, do mais curto ao mais longo, mesmo no caso de adicionar uma virgula. Se utilizássemos apenas o primeiro dígito, todavia, haveria colisão do "8".

Soma de verificação (do inglês checksum) é um código usado para verificar a integridade de dados transmitidos através de um canal com ruídos ou armazenados em algum meio por algum tempo.

## Funcionamento
Isto é feito calculando a soma de verificação dos dados antes do envio ou do armazenamento deles, e recalculá-los ao recebê-los ou recuperá-los do armazenamento. Se o valor obtido é o mesmo, as informações não sofreram alterações e portanto não estão corrompidas.
Formas mais simplificadas destas somas são vulneráveis por não detectarem algumas formas de falha. A simples soma dos valores dos caracteres por exemplo é vulnerável a troca de ordem dos mesmos pela comutatividade da soma. Há formas mais elaboradas de se calcular estas somas que resolvem estes problemas, como por exemplo, o Cyclic Redundancy Check (verificação de redundância cíclica) ou CRC muito utilizados para detecção de falha através da divisão de polinômios.

## Segurança
Estas funções podem facilmente detectar falhas acidentais, porém caso a integridade dos dados seja uma questão de segurança uma função mais elaborada ainda é necessária. As funções de hash criptográfico ou resumo criptográfico como o MD5 ou as da família SHA são adotadas.
Uma das propriedades das funções de resumo criptográfico é tornar difícil a busca por colisões. Ou seja, para um determinado texto é difícil encontrar outro texto de modo que ambos tenham o mesmo resumo criptográfico. Isto dificulta muito a manipulação maliciosa da informação tornando a função própria para autenticação.